# Сангиши
Сангиши — село в Кизлярском районе Дагестана. Входит в состав сельского поселения "Сельсовет «Александрийский».

## Географическое положение
Населённый пункт расположен на правом берегу старого русла реки Терек, в 12 км к западу от центра сельского поселения — Александрийская и в 35 км к северо-востоку от города Кизляр.

## Население
| 1926 | 1970 | 1989 | 2002 | 2010 | 2021 |
| ---- | ---- | ---- | ---- | ---- | ---- |
| 188  | ↗391 | ↗575 | ↘499 | ↘467 | ↘458 |

Национальный состав
По данным Всесоюзной переписи населения 1926 года
| № | Национальность | Численность, чел. | Доля  |
| - | -------------- | ----------------- | ----- |
| 1 | ногайцы        | 188               | 100 % |

По результатам Всероссийской переписи населения 2010 года:
| № | Национальность | Численность, чел. | Доля   |
| - | -------------- | ----------------- | ------ |
| 1 | ногайцы        | 432               | 92,4 % |
| 2 | даргинцы       | 18                | 3,9 %  |
| 3 | другие         | 17                | 3,7 %  |

По данным Всероссийской переписи населения 2010 года, в селе проживало 467 человек (225 мужчин и 242 женщины).